# Карпентера (Рагуза)
Карпентера је насеље у Италији у округу Рагуза, региону Сицилија.
Према процени из 2011. у насељу је живело 41 становника. Насеље се налази на надморској висини од 59 м.